# 门斯拉格
门斯拉格是德国下萨克森州的一个市镇。总面积65.18平方公里，总人口2534人，其中男性1292人，女性1242人（2011年12月31日），人口密度39人/平方公里。